# Richard de Saint-Victor
Richard de Saint-Victor, né vers 1110 et mort le samedi 10 mars 1173, est un moine écossais (ou irlandais), mystique, et prieur de l'abbaye Saint-Victor de Paris de 1162 à sa mort.
En 1157, il apparaît pour la première fois en tant que sous-prieur, par la signature d'une convention entre l'abbaye de Saint-Victor et Frédéric, seigneur de Palaiseau.
Richard appartient au courant de mystique spéculative.

## Le théologien
Avec l'Allemand Hugues de Saint-Victor (1096-1141), dont il a été le disciple, c'est un des théologiens les plus représentatifs de l'école attachée au monastère parisien. Richard participe à la naissance de la mystique médiévale, en élaborant une théologie mystique en « faisant une large place à la psychologie. » Il incorpore l'amour qui se fonde « sur la volonté et la liberté, attributs de la dignité royale de l'âme ». Pour Hugues, l'amour a besoin de la connaissance, mais Richard redonne la primauté à l'amour et replace la vision divine à l'intérieur : « Ce qu'on voit n'est encore qu'extérieur, commence à être intérieur ce que l'on goûte. »
Richard est représentatif du courant chrétien de l'époque qui veut abolir l'opposition des connaissances provenant de l'intelligence et celles provenant de l'amour, il développe une théorie contemplative « fondée sur l'idée de la naissance de Dieu dans l'âme humaine en liaison avec la grâce baptismale. » Selon Richard de Saint-Victor, Dieu « a mis dans l'âme humaine un désir lancinant et comme une nostalgie de cet amour... »
Richard est occupé par les disciplines les plus variées : arts libéraux, philosophie, histoire ou géographie comme le prouve le Liber excerptionum qui a été copié durant tout le Moyen Âge.
On retrouve l'idée que de la nature ou la Bible, « ces deux livres, rendent le même son et s'harmonisent pour dire les merveilles d'un monde secret. »
Dans Les quatre degrés de la violente charité, parvenu au plus haut degré de l'union avec Dieu, il affirme que « l'homme, conduit hors de soi, contemple la lumière de la suprême Sagesse, sans voiles, hors de l'ombre des figures, non plus enfin dans un miroir et par énigmes, mais pour ainsi dire dans la vérité simple ».

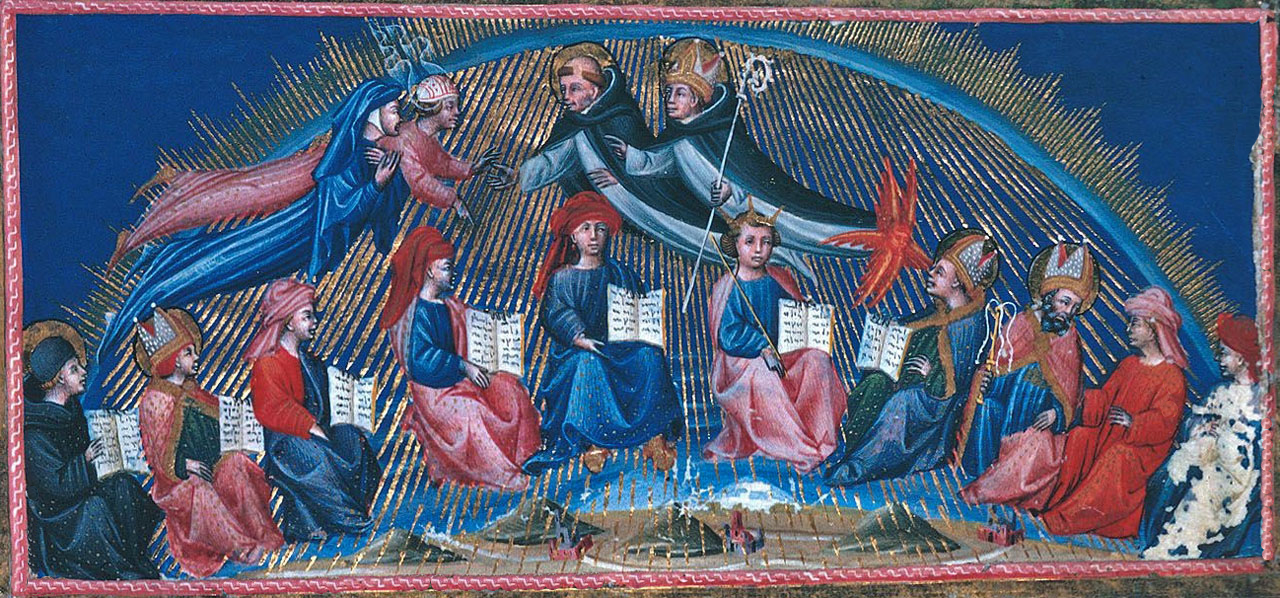
Dante et Béatrice (en haut à gauche), rencontrent Saint Thomas d'Aquin et Albert le Grand. Plus bas, dans le cercle : Jean Gratian - Pierre Lombard - Denys l'Aréopagite - Salomon - Boèce - Paul Orose (au plus haut du cercle) - Isidore de Séville (face à l'étoile) - Bède le Vénérable (portant le fouet) - Richard de Saint Victor - Siger de Brabant
(Miniature de Giovanni di Paolo illustrant le Paradis de Dante, XVe siècle)

C'est cependant dans l'exégèse que l'on retrouve le théologien qu'appréciaient nombre de contemporains. Ces traités sont souvent le fruit de la demande de ses amis. Il a laissé des commentaires bibliques, où il met en œuvre des méthodes d'interprétation inspirées de Hugues, son prédécesseur.
L'ouvrage le plus célèbre est son De Trinitate (De la Trinité), qui nous permet de découvrir spéculativement la véritable intelligence du mystère de l'unité des personnes de la Trinité. On peut le rapprocher par l'esprit au Monologion (1076) d'Anselme (v. 1033-1109), autre père de la scolastique avec Abélard (la scolastique conserve le primat de la philosophie, du raisonnement pour organiser dans un système cohérent la doctrine chrétienne.)

Par sa capacité de méditation spéculative et de contemplation, Dante le qualifie à l'égal des anges et il est mentionné parmi des théologiens et des docteurs de l'Église à côté d'Isidore de Séville et de l'Anglais Bède : 

« Pour contempler, il fut plus qu'un homme. »

— Dante, le Paradis, X, 131

« Riccardo
Che a considerar fu più che viro »

— Dante, le Paradis, X, 131-132
En tant que maître dans la contemplation, saint Bonaventure rappelle la dette de Victor pour la theologia mystica de Denys : « Richardus sequitur Dionysium. »

## Œuvres

Opera, 1650

Richard laisse trente-trois œuvres, publiées dans la Patrologie Latine de Migne, classées par les éditeurs en trois groupes : Écrits exégétiques, Écrits théologiques et Mélanges. Ce classement qui remonte aux premières éditions imprimées n'est pas représentatif de la diffusion médiévale des œuvres de Richard. Il a été contesté déjà par le P. Eugène Kulesza en 1924 notamment pour « les ouvrages qui se rapportent à la vie intérieure » qui traitent de mysticisme ou d'ascétisme qu'il classe en premier. Nous suivrons ses recommandations.
Pour en savoir plus, il est nécessaire de se reporter à Rudolf Goy, Die Handschriftliche Überlieferung der Werke Richard von St. Viktor im Mittelalter, Turnhout, 2005 (« Bibliotheca Victorina », 18), ouvrage scientifique de référence pour le repérage des œuvres authentiques, le classement des œuvres et la liste des manuscrits identifiés (plusieurs centaines).

### Vie intérieure
Seize écrits
- De præparatione animi ad contemplationem, liber dictus Benjamin minor. Le sous titre provient du Psaume LXVII, 28 (Benjamin in mentis excessu). Traité de morale mystique, il explique comment, à l'instar de Benjamin, le plus cher des enfants de Rachel, se préparer à la contemplation par la répression des passions et le développement des vertus.
- De gratia contemplationis, seu Benjamin major. Le sous-titre tire son explication du verset du Psaume CXXXI, 8 (Surge, Domine, in requiem tuam, tu et arca santificationis tuæ), mais le texte étant nettement plus long, il est major. Traité de la contemplation : c'est la sagesse qui donne la satisfaction ; et la perfection de la sagesse est la contemplation. Il est parmi les écrits de Richard les plus étudiés et les plus cités jusqu'à nos jours. L'ouvrage « fait une part immense à la préparation intellectuelle de l'extase. »[8]
- Allegoriae tabernaculis fœderis. Donné en appendice du précédent, il le résume sous forme d'une allégorique de l'arche d'alliance : notre tabernacle intérieur, auquel nous mène le tabernacle extérieur, c'est-à-dire la raison.
- Tractatus de quatuor gradibus violentæ caritatis. Un descriptif de la prière contemplative aussi poétique que profond dans la description (Kulesza).
- In Cantica corticorum explicatio. Point de doctrine inspiré de Grégoire le Grand et instructions morales.
- Mysticaæ adnotationes in psalmos. Point de doctrine sous forme d'homélies pieuses, sur le Psaume XXIII.
- Expositio cantici Habacuc. Point de doctrine.
- De exterminatione mali et promotione boni. Traité de morale mystique qui examine les vertus nécessaires pour purifier l'âme et insiste sur la contemplation. L'opuscule est revendiqué aussi par Richard de Saint-Laurent.
- De conditione interioris homoris. Traité de vie intérieure fondé sur une explication du songe de Nabuchodonosor et rapporté par Daniel.
- De missione Spiritus Sancti. Sermon pour le jour de la Pentecôte sur un texte extrait de Sagesse I, 8.
- De comparatione Christi ad florem Mariæ ad virgam. Opuscule extrêmement bref qui se contente de reprendre les idées exprimées sur le sujet depuis Saint-Jérome.
- De sacrificio David prophetæ. Opuscule traitant du sacrifice de David dont parle le Psaume LXX en le comparant à Abraham.
- De differentia sacrificii Abrahæ a sacrificio beatæ Mariæ virginis. Traité comparant le sacrifice d'Abraham à celui de Marie le jour de sa purification.
- Tractatus de meditandis plagis quæ circa mundi finem evenient. Traité sous forme de méditation sur les tribulations qui doivent précéder les derniers temps.
- De gemino paschate. Deux sermons : l'un pour le dimanche des Rameaux, l'autre pour Pâques.

### Écrits théologiques
Dix traités
- De Trinitate Richard s'inspire des traités éponymes d'Achard de Saint-Victor et d'Anselme de Cantorbéry, notamment pour la méthode et la dialectique contemplative. L'argumentation rationnelle est mise en service de la justification du dogme et de l'intelligence du mystère.
- De tribus appropriatis personis in Trinitate. Brève explication que Vincent de Clairvaux comptait comme septième livre du De trinitate. Richard y décrit les attributions de chaque personne : l'unité et la puissance, le Père ; l'égalité et la sagesse, le Fils ; la concorde entre les deux premières personnes et la bonté au Saint-Esprit.
- De Liber de Verbo incarnato. Richard y expose la nécessité de l'incarnation en se reposant sur une exégèse d'Isaïe : « Veilleur, où en est la nuit ? »[9]
- Quomodo Spiritus Santus est amor Patris et Filii. Bref opuscule qui explique le sens de l'amour du Père pour le Fils par le Saint-Esprit et l'amour du Fils pour le Père par le Saint-Esprit.
- De superexcellenti baptismo Christi. Bref opuscule, dédié à un parent de Richard, contenant des réflexions sur le baptême du Christ. Seul le prologue (coll. 1011-1013) est de Richard. Le reste du texte est de Gautier de Saint-Victor.
- De statu interioris hominis (PL t. 196, col. 1115-1160). Ce traité expose l'état des plaies de l'homme après la chute : faiblesse, ignorance et concupiscence, traduits par les péchés : faiblesse, erreur et méchanceté. En contrepartie, Richard oppose comme remèdes les commandements de Dieu et des pratiques ascétiques. L'œuvre a connu un succès immense et a exercé une profonde influence sur les siècles suivants.
- De potestate ligandi et solvendi. Opuscule sur deux formes de péchés.
- De judiciaria potestate in finali et universali judicio. Sorte de sermon qui expose comment les apôtres rendront au jugement dernier, les sanctions pour tous les hommes.
- Tractatus de spiritu blasphemiæ. Ce court traité veut répondre à la question du blasphème et du péché contre l'Esprit en pesant le pour et le contre, mais la solution n'est pas très nette.
- De differencia peccati mortalis et venialis. Court opuscule qui répond à la question : un homme coupable d'un pêché mortel encourt la damnation éternelle ; mais s'il a aussi cumulé un pêché véniel, sa peine sera-t-elle augmentée ? Là aussi, la solution n'est pas très nette.

### Écrits exégétiques
Sept écrits qui ne sont pas les plus originaux de l'œuvre du victorin.
- Expositio difficultatum suborientium in expositione taberculi fœderis. Écrit à la demande ses amis cette exposition regroupe trois études d'une importance minime. Successivement : description tropologique du tabernacle de l'ancienne alliance, une description du temple de Salomon, enfin Richard empile une chronologie des rois d'Israël et de Juda.
- Declarationes nonnullarum difficultatum Scripturæ. Le texte de cet opuscule est composé de brèves réflexions sur les animaux purs et impurs de l'Ancien Testament et d'un passage de Saint-Paul : « Purifiez-vous du vieux pain levain pour être une pâte neuve... »[10]
- In visionem Ezechielis. Grand traité sur les visions d'Ézéchiel, chapitre I, Richard développe surtout l'explication littérale des animaux, des roues et des édifices (temple nouveau) décrits par Ézécihel. Son texte est orné de figures et plans schématiques.
- Explicatio aliquorum passum difficilium Apostoli. L'opuscule explique les passages difficiles ayant trait aux œuvres de la Loi pour la sanctification du chrétien.
- In Apocalypsim Joannis. Voici le plus volumineux traité exégétique. Il est composé de sept livres qui traite chacun d'une vision. Ses commentaires privilégient les paraphrases d'ordre mystiques des visions de l'Apocalypse.
- De Emmanuele. Traité polémique réfutant un autre sur Isaïe Ecce virgo concipiet, d'un certain Maître André qui ne plaisait pas à Richard. L'auteur reprend les arguments de Saint-Jérôme, montrant que le texte du prophète ne convient que pour la conception du Sauveur.
- Quomodo Christus ponitur in signum popularum. Bref opuscule sous forme de sermon, contenant des notes sur le texte d'Isaïe « la racine de Jessé s'érigera en signal pour les peuples. »[11]
- Allegoriae in Vetus Testamentum appelé aussi Liber exceptionum ou Liber excerptionum : Introduction à l'Écriture ou un recueil d'extraits d'auteurs l'ayant précédé.
- Une explication allégorique des Actes des Apôtres, attribuée longtemps à Fulbert de Chartres, PL, t. 141, col. 277-306.

## Apocryphes
- Tractatus de gradibus caritatis (coll. 1195-1208). Ce traité d'un auteur inconnu, décrit sur quatre chapitres les quatre qualités de l'amour contemplatif. la tradition rapporte qu'on le doit à la requête d'un des amis religieux de Victor, Sévenin.

## Éditions
- De Trinitate, Texte critique avec introduction, notes et tables par Jean Ribaillier, Paris, Vrin, 1958.
- De la Trinité, Texte latin, introduction, traduction et notes de Gaston Salet - Éd. du Cerf, 1959, 544 p.,  (ISBN 2-204-06279-0).
- Les douze Patriarches ou Benjamin Minor. Texte critique et traduction par Jean Châtillon et Monique Duchet-Suchaux; introduction, notes et index par Jean Longère. Sources chrétiennes no. 419. Paris: Editions du Cerf, 1997. 384 p.
- Les Quatre degrés de la violente charité [Tractatus de quatuor gradibus violentæ caritatis], texte critique avec introduction, traduction et notes de Gervais Dumeige - Éd. Vrin, 1955[12].
- Opuscules Théologiques, texte critique avec introduction, notes et tables par J. Ribailler - Éd. Vrin, Paris, 1967. L'éditeur rappelle que la « tradition ancienne [...] veut que ce grand ouvrage [De Trinitate] ait compris sept livres, et non pas six, comme nous le constatons aujourd'hui. ». Les Opuscules Théologiques ont parfois été considérés comme le septième chapitre[13]. Comprend notamment les Desclarationes nonnullarum et De vrebis apostoli.
- Liber excerptionum, trad. Jean Châtillon, Paris, 1958.